# 王杰 (自行车运动员)
王杰（WANG Jie，1988年6月7日—），中国男子自行车運動員。

## 簡歷
2010年11月，王杰代表中國參加亞運會自行車比賽，在男子团体追逐赛贏得铜牌。